# David Beckham
Sir David Robert Joseph Beckham OBE (født 2. maj 1975 i Leytonstone, London, England) er en engelsk tidligere professionel fodboldspiller, der sidst spillede for den franske Ligue 1-klub Paris Saint-Germain F.C.. Beckham er gift med den tidligere Spice Girl-sangerinde Victoria Beckham. Parret har tre sønner og en datter, og de bor i London, England.
Beckham repræsenterede også det engelske landshold, hvor han spillede sin landskamp nummer 100 mod Frankrig den 26. marts 2008.
Han er to gange blevet stemt ind som nummer 2 til titlen som FIFA World Player of the Year, og i 2004 var han den højest betalte fodboldspiller. Han var Googles mest søgte inden for alle sportsemner i både 2003 og 2004. Sådan en verdensomspændende opmærksomhed har gjort ham til et reklamemærke og et modeikon. Beckham var anfører for England fra 15. november 2000 til 2. juli 2006. Han havde 58 optrædener som anfører og sluttede perioden som anfører for England efter VM 2006 som blev afholdt i Tyskland. Han blev dog ved med at spille for England.
Beckhams karriere begyndte, da han skrev under på en professionel kontrakt med Manchester United, hvor han fik sin førsteholdsdebut i 1992 i en alder af 17 år. Gennem sin 10 år lange karriere hos Manchester United vandt han Premier League seks gange, FA Cup to gange og UEFA Champions League i 1999. Han forlod Manchester United til fordel for Real Madrid i 2003, hvor han blev i fire sæsoner. Mens han var i Madrid, blev Beckham den første britiske fodboldspiller til at spille 100 Champions League-kampe. I sin sidste sæson med Real Madrid vandt han La Liga 2006/07-mesterskabstitlen – Beckhams eneste store trofæ med klubben. Kampen blev spillet den 17. juni 2007 og var Beckhams sidste for Real Madrid. I januar 2007 blev det meddelt, at Beckham ville forlade Real Madrid og skrive under på en femårig kontrakt med Major League Soccer-klubben Los Angeles Galaxy.
Beckhams kontrakt med Los Angeles Galaxy blev effektiv den 1. juli 2007, og gav ham den højeste løn i Major League Soccer's historie. Han fik sin debut for holdet den 21. juli i en venskabskamp mod Chelsea på The Home Depot Center, og den 15. august var han for første gang med i startopstillingen for Los Angeles Galaxy. Han scorede sit første mål i en SuperLiga 2007-semifinale mod D.C. United. Hans første plads i startopstillingen i en ligakamp fik han den 18. august foran et rekordhøjt antal tilskuere (ca. 70.000) på Giants Stadium mod New York Red Bull.

## Barndom og opvækst
Beckham blev født på Whipps Cross University Hospital i Leytonstone, London. England; Han er søn af David Edward Alan "Ted" Beckham (født i Edmonton, London, juli–september 1948), som var køkkenmontør og Manchester United-fan, og medlem af London Borough of Hackney-partiet. Hans mor, Sandra Georgina West (født 1949), havde job som frisør.
Beckham spillede regelmæssigt fodbold i Ridgeway Park, Chingford som barn. Han gik på både Chase Lane Primary School og Chingford Foundation School som barn.
Hans morfar er jøde, og derfor har Beckham altid set sig selv som "halv" jøde, og har fortalt om den indflydelse religionen har haft på ham. I sin bog Both Feet on the Ground afslørede Beckham, at han som barn altid gik i kirke med sine forældre og sine to søstre, Joanne and Lynne.
Hans forældre er fanatiske Manchester United-fans, som ofte ville rejse til Old Trafford fra London for at opleve Manchester United's hjemmekampe. David Beckham har fået mellemnavnet Robert til ære for Bobby Charlton.

## Klubkarriere
David arvede sine forældres kærlighed til Manchester United, og hans største sportslige passion var fodbold. Han meldte sig ind i Bobby Charltons fodboldskole i Manchester og fik chancen for at være en del af træningen hos FC Barcelona som en del af en talentkonkurrence.
Som barn spillede han for et lokalt hold kaldet t"The Ridgeway Rovers" – trænet af hans far. Beckham var Manchester United-maskot i en kamp mod West Ham United i 1986. I en toårig periode hvor han spillede for Brimsdown Rovers, og David prøvede også at spille for sin lokale klub Leyton Orient, Norwich City samt Tottenham Hotspur, som var den første klub han spillede for efter sin skolegang. Han gik også på Bradenton Preparatory Academy, men skrev kontrakt med Manchester United's skoledrengehold på sin 14-års fødselsdag, og efterfølgende på en ungdomskontrakt den 8. juli 1991.

## Privatliv
I 1997 begyndte Beckham at date Victoria Adams, efter hun havde overværet en Manchester United-kamp. Kendt som "Posh Spice" fra pop-gruppen Spice Girls var hun en del af tidens største popgrupper, og deres forhold opstod samtidig med, at Beckham nød stor sportslig succes som spiller for Machester United. Medieverden kastede sig øjeblikkeligt over parret, der blev døbt "Posh and Becks". Beckham friede til Victoria den 24. januar 1998 på en restaurant i Cheshunt, England.
Han giftede sig med Victoria den 4. juli 1999 i Luttrellstown Castle, Irland, og hun tog efternavnet Beckham. Brylluppet tiltrak kolossal mediedækning. Beckhams holdkammerat Gary Neville var forlover, og parrets søn, Brooklyn, der dengang var fire måneder gammel, var ringbærer. Medierne blev væk fra ceremonien, da Beckham havde en eksklusiv aftale med OK!-magasinet, men aviserne var stadig i stand til at tage fotografier, der viste dem siddende på de gyldne troner. 437 personalemedlemmer var hyret til brylluppet, og hele seancen blev vurderet til at havet kostet 500.000 pund, hvilket svarer til cirka 5,3 millioner kr..
I 1999 købte David og Victoria Beckham deres berømte hjem, der uofficielt var døbt Beckingham Palace, nær London. Beckingham Palace blev anslået til at have en værdi af 75 millioner kroner.
David og Victoria har tre sønner: Brooklyn Joseph Beckham (født 4. marts 1999 i London, England), Romeo James Beckham (født 1. september 2002 i London, England) og Cruz David Beckham (født 20. februar 2005 i Madrid, Spanien - fornavnet er spansk for "kors"). Både Brooklyn og Romeos gudfar er Elton John, og gudmoderen er Elizabeth Hurley. Parret slog fast, at de ville have flere børn - og gerne en datter. Dette ønske er gået i opfyldelse, da Victoria fødte datteren Harper Seven Beckham i august 2011.
I april 2007 købte familien deres nye italienske villa i Beverly Hills, Californien i sammenhæng med Beckhams skifte til Los Angeles Galaxy startende fra juli 2007. Palæet kostede 22 millioner dollars og ligger tæt på Tom Cruise og talk-showværten Jay Leno's huse i et eksklusivt miljø på bakkerne med udsigt ud over byen.